# Secchia
La Secchia est une importante rivière d’Italie septentrionale qui court en grande partie en Émilie-Romagne et, sur son tracé final, en Lombardie.
Avec une longueur de 172 km, un débit de 42 m3/s, c’est le principal affluent à l'est du Pô après le Tanaro et son bassin de 2 292 km2 a une extension curieusement identique à celle du Panaro.

## Parcours

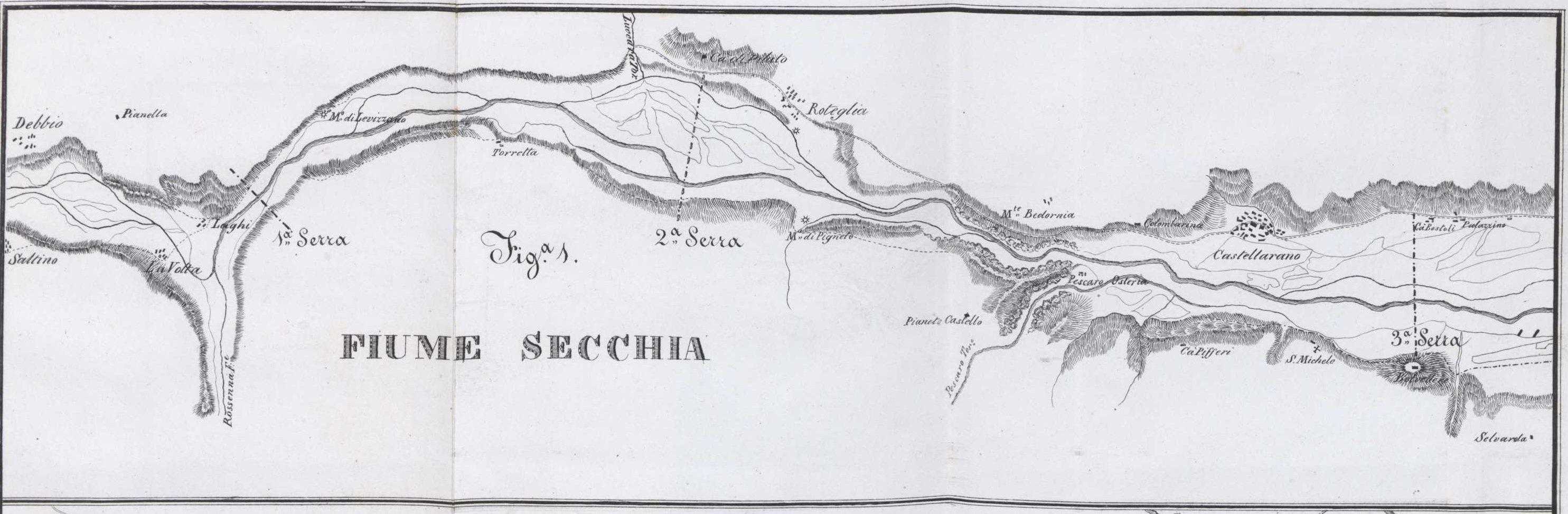
Le parcours de Secchia, 1847

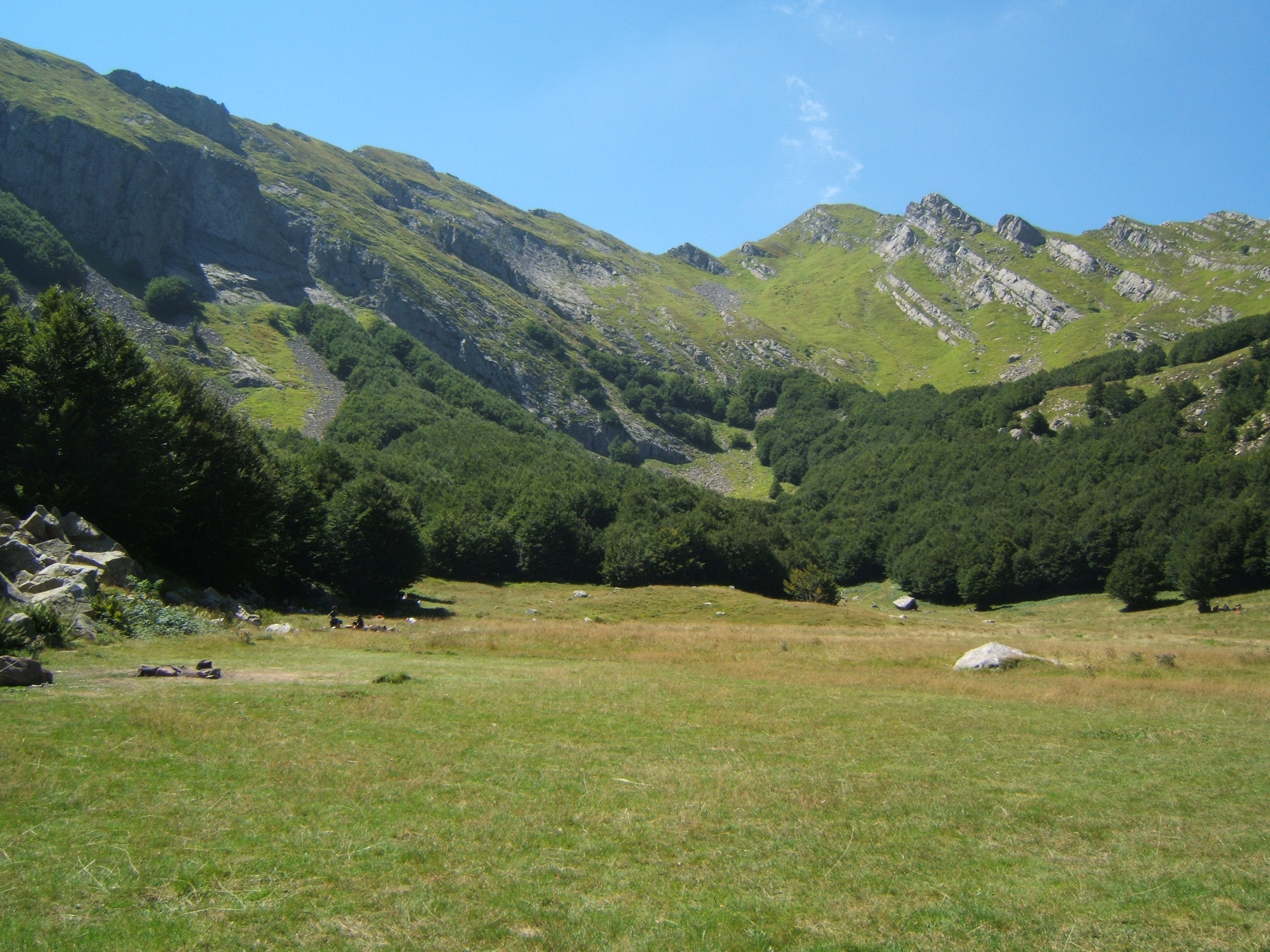
La source de la Secchia sur les pentes de l'Alpe di Succiso.

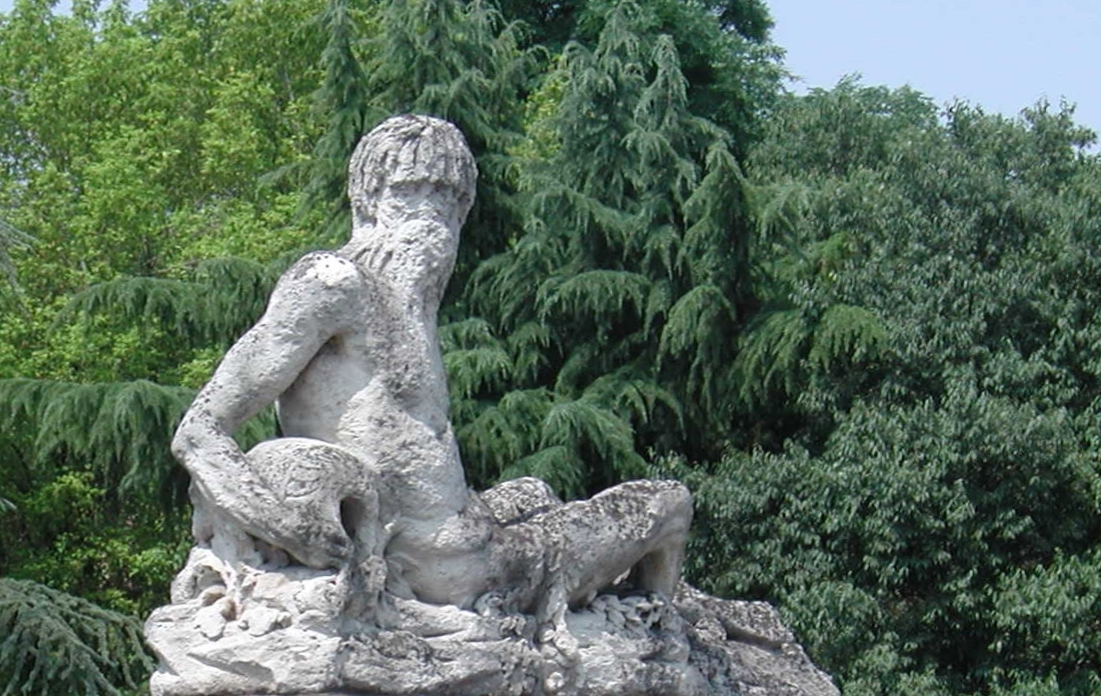
Statue de la Secchia à Reggio d’Emilie

Il naît de l'Alpe di Succiso sur l'Apennin tosco-émilien en Province de Reggio d'Émilie, non loin du col de Cerreto et de la frontière de la province de Massa et Carrare.
Sa source est située, à 1 450 m, dans une cuvette au creux de montagnes comprises entre 1 700 et 2 100 mètres. Un sentier de difficulté moyenne le relie au col du Cerreto. Le lieu se présente comme un amphithéâtre naturel délimité par de rudes montagnes arénacées entre lesquelles se trouve une petite plaine herbeuse, traversée par une multitude de ruisseaux qui forment le premier tronçon de la rivière.
Plus en aval, il reçoit de droite les eaux de ruissellement du Monte Cusna (il Gigante), au travers du torrent Ozola et Secchiello et Dolo.
À partir de la confluence des torrents Dolo et Dragone (Emilie-Romagne), il commence à délimiter les provinces de Reggio d'Émilie  et Modène. Dans la commune de Castellarano le Dragone passe par la stretta del Pescale, rejoint la Plaine du Pô près de Sassuolo, recueille le torrent Tresinaro près de Rubiera, puis entre en province de Modene, traverse un bassin d’expansion et longe la zone Ouest de la cité de Modène.
Après Modène, il ralentit et sinue entre d’étroits talus, baigne la commune de Concordia sulla Secchia et entre en Lombardie pour la phase terminale de son parcours, baigne Quistello pour ensuite aller confluer avec le Pô, un peu au sud de Mantoue dans le hameau de Mirasole de San Benedetto Po, près de l’embouchure du Mincio.
Le cours nord de la via Emilia a subi nombre de variations : à l’époque romaine, il s’écoulait plus à l’ouest qu’aujourd’hui jusqu’à Cavezzo, puis déviait brusquement à l’est et entrait dans le Pô à Bondeno. Par de longs travaux de 1288 à 1360, il fut conduit dans son lit actuel, à la suite d'un accord entre les cités de Parme, Reggio d'Émilie, Modène, Mantoue et Ferrare qui donna, en vertu de cette alliance, le nom au pays de Concordia situé justement sur la Secchia.
La déviation du cours inférieur jusqu’à Mirasole fut probablement complétée en 1336 pour réaliser l’assainissement de la zone de San Benedetto Po.

## Régime

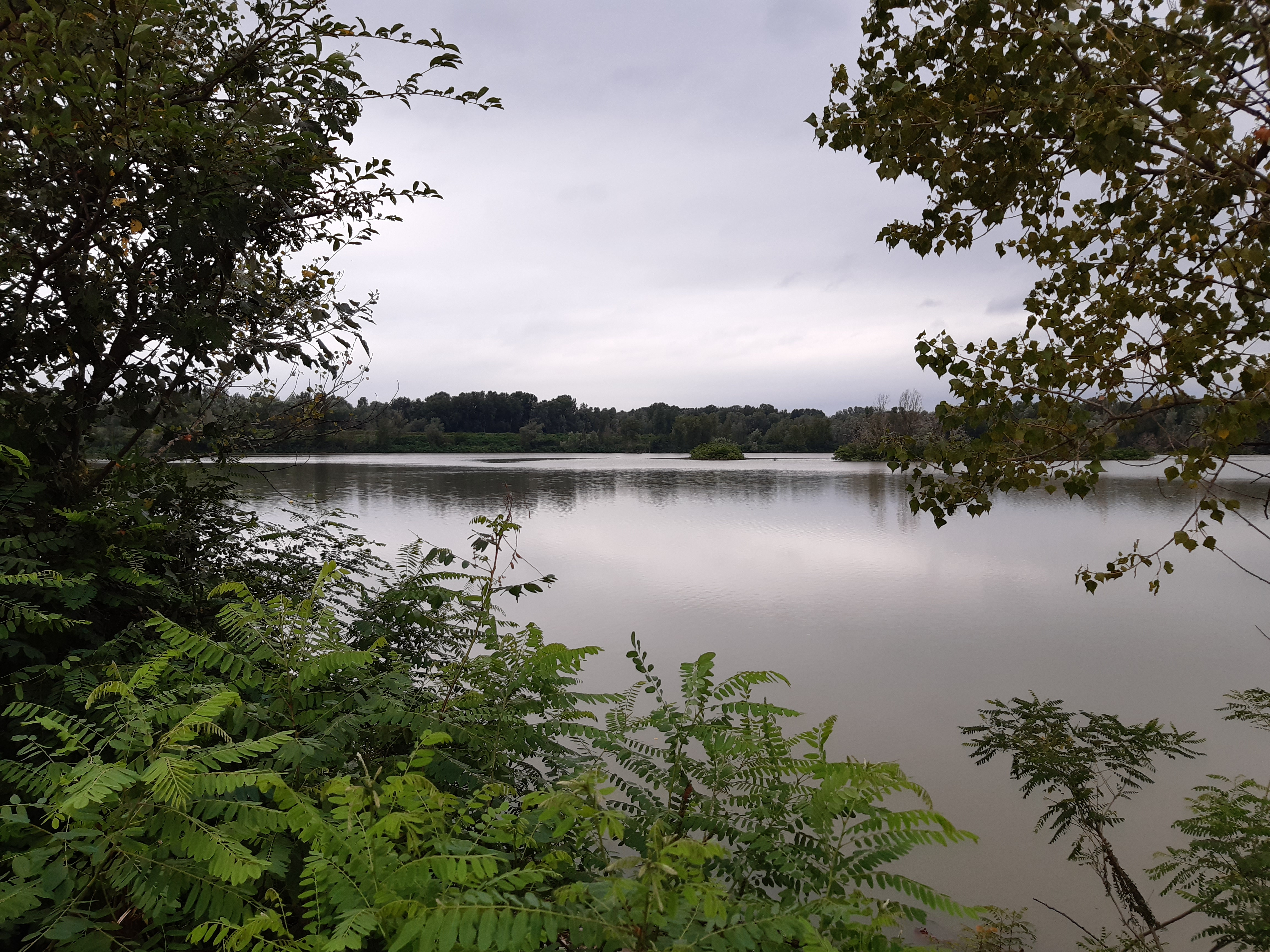
Réservoir d'expansion de la Secchia, rivière d'Italie septentrionale

Comme tous les cours d’eau des Apennins, la Secchia alterne grandes sécheresses estives et imposantes crues de printemps et surtout d’automne.
La source et le tronçon supérieur de son cours se trouvent dans une zone géographique avec les plus importantes précipitations moyennes annuelles d’Italie, dues aussi aux perturbations provenant du Golfe de Gênes. De plus, la rivière se distingue par un débit important au printemps, avec une moyenne annuelle à l’embouchure de 42 m3/s, le plus élevé des affluents à l'est du Pô (sauf le Tanaro.
Ses crues automnales, particulièrement violentes et boueuses, qui peuvent être supérieures à 2 000 m3/s, sont en partie contrôlées en amont de Modène (Campogalliano) par un système complexe de zone d'expansion de crue d’une superficie de 1 000 ha environ, et une capacité d’environ 15 000 000 mètres3.

## Digueetcentrale hydroélectrique
- Centrale hydroélectrique de Bologne, centre hydroélectrique de Parme (1922), production énergie annuelle d’environ 56 500 MWh.
- Digue de Fontanaluccia de 2 000 000 mètres3, sur le torrent Dolo (1928), fournit les eaux à la centrale de Farneta, puissance de 30 MW.
- Digue de Riccovolto, sur le torrent Dragone fournit les eaux à la centrale de Muschioso.
- Centrale de Borgo Venezia, hameau de Sassuolo (2007), puissance 2,5 MW, fonction en automne- hiver, avec les eaux de la Secchia.
- En construction une centrale dans le hameau de Fornace, commune de Baiso.

## Géologie
Dans le bassin de gauche de l'Alta Val Secchia, se trouve la source thermale de Santa Lucia, utilisée par les thermes de Cervarezza de la commune de Busana. Plus en aval, entre les communes de Castelnovo ne' Monti et Villa Minozzo, la rivière passe entre des formations géologiques particulières, appelées gypse triasique (200 millions d’années). En descendant la vallée du Secchia, la Pietra di Bismantova (curieuse roche détritique) est située sur la rive gauche.
Dans la commune de Villa Minozzo, le Secchia reçoit de droite les eaux des sources Fonti di Poiano, principales résurgences karstiques d'Émilie-Romagne avec un débit d’eau d’environ 600 l/s, caractérisée par une salinité élevée (chlorure de sodium et saturation de sulfate de calcium).
Dans le bas Val Secchia sur sa droite, on note la présence en surface de phénomènes géologiques : salse, traces de pétrole, éjections de gaz, sources sulfurées.
Dans la commune de Polinago, bassin du torrent Rossenna, la présence d’un phénomène géophysique de remontée de boue et de gaz appelé Salsa della Canalina. Avant de rejoindre la plaine du Pô, se trouvent de nombreuses sources d’eau boueuse qui font la ligne de partage des eaux entre la Secchia et la Fossa di Spezzano exploitées par les Terme della Salvarola, en particulier une source d’eau de sel de sodium (dite sarsa) de Montegibbo, commune de Sassuolo et le Salse di Nirano, commune de Fiorano Modenese, cette dernière citée par Pline l'Ancien in Naturalis historia (Livre II, 85).

### Glissements de terrain
En septembre 1920, un puissant tremblement de terre secoua la Alta Valle del Secchia et toute la Lunigiana, créant de nombreux glissements de terrain.
Le 23 avril 1960, dans la localité de Cerredolo, un glissement de terrain causa un grand et temporaire lac (Cerredolo).
Parmi les nombreuses coulées présentes dans le bassin de la Secchia, sont à noter celles de Tolara, Lezza Nuova, Valoria et di Ca’ Lita.
Les coulées de Morsiano en Val Dolo et Cerrè-Sologno ont mis au jour des troncs antiques enterrés et datés entre 4 000 et 13 500 ans.
À la hauteur de Rubiera, dans une des nombreuses carrières de gravier, ont été découverts les vestiges d’une importante tombe monumentale romaine. Toujours dans la zone le long du Tresinaro, à la suite de l’excavation des remblais apportés par les alluvions de 2005, ont été mis au jour des signes du diluvium, narré par Paul Diacre dans l’Histoire des Lombards qui toucha l'Italie en 589 et qui avait enseveli le site romain sous environ 2,5 mètres de gravier et sable.
Entre Novi di Modena et Mirandola, transversalement à la Secchia, comme à Correggio, s’élèvent des puits de pétrole et un oléoduc traverse la Secchia près de San Possidonio, le sous-sol de cette zone est caractérisé par la présence d’une faille active.
En plaine, sur le côté droit de la Secchia sur le territoire de Mirandola se trouvent de grands marais salés (Valli Mirandolesi) étendus de Cavezzo à San Martino Spino. Sur le côté gauche, dans les communes de Reggiolo et Novellara, se trouvent les Valli di Novellara et Reggiolo, marais faisant partie des terrains d’expansion des crues.
Comme pour la rivière Panaro, le tronçon en plaine du Pô est fortement canalisé, surélevé par rapport aux terres environnantes.

## Affluents

### De gauche
- Fosso del Tuagallo, Rio Biola, Rio Collagna, Torrente Talada, Torrente Dorgola, Rio Spirola, Fosso delle Coste, Rio Tòrbido, Torrente Dorgola, Rio di Piolla, Rio Tòrbido di Baiso, Torrente Cargnone, Rio Roteglia, Rio della Pioppa, Rio Tressario, Rio della Rocca, Torrente Tresinaro, Cavo Lama ou Canale di Lame,

### De droite
- Canal Corretano, Torrente Riarbero, Rio Bisciara, Fosso Casano, Torrente Ozola, Rio di Sologno, Fonti di Poiano, Torrente Luccola, Torrente Secchiello, Rio dell'Oca, Torrente Dolo, Rio Maggio, Torrente Rossenna, Rio Allegara, Fosso Pescarolo, Torrente Vallurbana, Fossa di Spezzano.

## Canaux et assainissement
Le tracé en plaine du Pô de la rivière a une étroite relation avec les divers canaux d’assainissement.
Le canale Lama (Moglia), canale Bondanello, canale Gronda Sud, canale Collettore principale, canale Sabbioncello, font partie des consortium d’assainissement de la région.
Les divers canaux historiques utilisés par les cités de Reggio d’Émilie et de Modène, sont encore partiellement actifs.